# 涉村镇
涉村镇，是中华人民共和国河南省郑州市巩义市下辖的一个乡镇级行政单位。

## 行政区划
涉村镇下辖以下地区：
羊角沟村、凌沟村、南沟村、西涉村、后村、东涉村、前窑村、东安村、西坡村、南庄村、北庄村、罗泉村、浅井村、上庄村、洪河村、桃园村、北坡村、王庄村、涌泉村、大南沟村、吴沟村、西沟村、郭峪村、方家门村、寺坪村、五指岭村、三峪河村、黑沟岭村和桑树沟村。